# Foiba di Vines
La foiba di Vines o foiba o fossa dei Colombi, conosciuta anche come foiba di Goglia (in dialetto locale croato ciacavo: jama Golji), è una foiba abissale, una cavità carsica puteiforme di origine naturale.

## Descrizione
La foiba, che si trova su una collinetta, presenta un ingresso a strapiombo (all'inizio profonda 146 m, poi prosegue dopo un piano terrazzo, inclinato e roccioso, fino alla profondità di 226 m). Si presenta con un'imboccatura, nell'orlo a forma un po' ovale, dalle seguenti dimensioni: una larghezza di circa 8 o 10 metri e una lunghezza di circa 15 o 16 metri; tutta l'area dell'apertura è delimitata da un cavo metallico, per segnalare il pericolo e garantire sicurezza. 
Questa foiba deve il suo nome al fatto che nei suoi anfratti si rifugiavano spesso dei colombacci. Essi, per un certo periodo verso la fine del 1943, non vi si rifugiarono più, a causa dell'acre odore di cadavere proveniente dai corpi gettati nelle profondità di questa voragine, odore che facilitò anche il ritrovamento dei resti mortali. Nel dialetto locale croato ciacavo la Foiba dei Colombi, detta anche di Faraguni, è soprannominata Gospetova Jama o Gospe Jama, che significa Grotta della Signora o della Madonna, e si trova in località Faraguni nei pressi della frazione di Vines (in croato: Vinež), che fu prima parte del Comune di Arsia e oggi di quello di Albona, nell'Istria sud-orientale oggi croata, a circa 3 km dal centro albonese.

## I massacri delle foibe
Da questa foiba vennero recuperati, tra il 16 e 25 ottobre del 1943, i resti umani di ben 84 corpi (72 italiani, di cui 6 donne, secondo altra fonte solo 3 donne, e 12 militari tedeschi). Delle vittime, 51 furono inizialmente riconosciute. In questa foiba, alcune vittime furono gettate verosimilmente ancora vive. Gli assassinati, furono anche precipitati con una pietra legata con un filo di ferro alle mani; oppure legati tra loro in modo tale che una sola vittima colpita da un'arma da sparo trascinasse nel fondo della foiba il proprio compagno di sventura ancora vivo allacciato a lui. Furono poi lanciate dagli esecutori criminali delle bombe a mano dentro la foiba, al fine di causare dei crolli delle pareti della voragine, per facilitare forse la decomposizione dei corpi, rendendo così impossibile il loro eventuale riconoscimento successivo. Le vittime furono estratte, con l'appoggio saltuario della squadra di soccorso delle miniere della Società Anonima Carbonifera Arsa, dalla squadra dei vigili del fuoco di Pola, guidata dal sottufficiale Maresciallo Arnaldo Harzarich, del 41º Corpo di Stanza a Pola, Ufficio del Governo Militare Alleato. La scoperta di questa foiba, come luogo di esecuzione e sepoltura, si deve alla segnalazione di un certo Monti di Albona. Unici superstiti sopravvissuti da questa foiba furono Giovanni Radeticchio e Graziano Udovisi, che come testimoni raccontarono il fatto.